# Padan Fain
Padan Fain är en figur i Robert Jordans fantasyserie Sagan om Drakens återkomst.
Fain är en av de viktigaste och mest märkliga antagonisterna i bokserien. Han var en kringresande handlare och mörkvän. När Rand och de andra lämnade Tufloden följde han efter dem in i spökstaden Shadar Logoth. Där träffade han på Mordeth och han kom att sammansmältas med honom. Efter det började Fain att jobba endast för sig själv, med krafter olika dem som andra karaktärer besitter.